# エリザベス・マコンキー

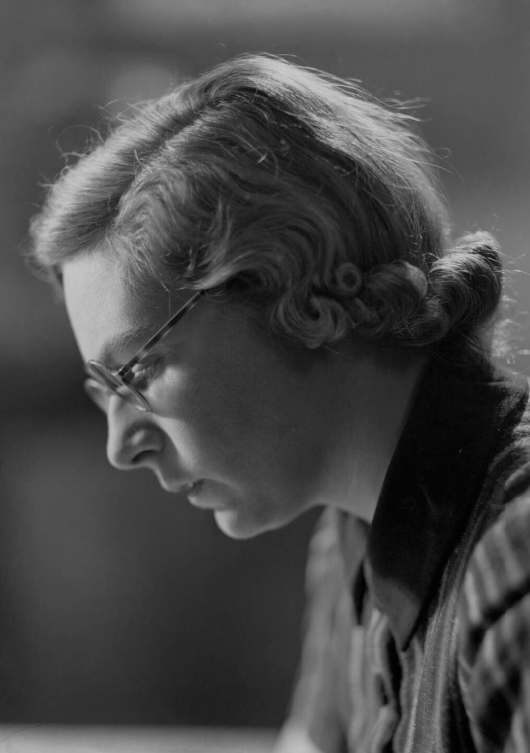
エリザベス・マコンキー (1938年)

エリザベス・マコンキー（Elizabeth Maconchy、1907年3月19日 - 1994年11月11日）は、アイルランド系のイギリスの作曲家。13曲の弦楽四重奏曲で知られる。

## 人物
ハートフォードシャー州のブロックスボーンで生まれ、6歳のときから作曲を始めた。第一次世界大戦後、彼女の一家はアイルランドに移住し、そこでピアノのレッスンを受けたが、教師からロンドンの王立音楽大学に入学するよう勧められ、16歳のときにそのことは実現した。ピアノをアーサー・アレクサンダーに、作曲をチャールズ・ウッドとレイフ・ヴォーン・ウィリアムズについて学んだ。ここで彼女は中欧の現代音楽、特にバルトーク、ベルク、ヤナーチェクに興味を持つようになった。ヴォーン・ウィリアムズの推薦でプラハに留学しさらに研究を重ねた。1930年にはプラハでピアノ協奏曲が初演され、さらにウッドによって最初の管弦楽曲の「田園」が初演、そしてウィリアム・レファニュと結婚した。
1932年に結核をわずらい田舎での療養を余儀なくされたが何とか回復した。1933年に最初の弦楽四重奏曲を書き上げた。戦中の苦難ののち、多くの委嘱を受けて管弦楽曲、室内楽曲、声楽を作曲した。さらに『ソファー』（1957年）、『出発』（1961年）、『3人の異邦人』（1967年）の3つのオペラを書いた。1977年には大英帝国勲章を受章した。1984年に最後の有名な『弦楽四重奏曲第13番「短いカルテット」』を書き上げた。1987年にはデイムとなった。また、晩年のピアノ作品はマイケル・フィニスィーが初演した。
作曲家のニコラ・レファニュは次女である。